# Carlos Alberto Vidal (futbolista, 1949)
Carlos Alberto Vidal (nacido en la ciudad de Buenos Aires el 26 de junio de 1949) es un exfutbolista argentino. Jugaba como delantero y su primer club fue Ferro Carril Oeste.

## Carrera
Su debut se produjo el 7 de mayo de 1967, cuando Ferro enfrentó a River Plate por la 10.ª fecha del Metropolitano y lo derrotó 1-0 con gol del propio Goma Vidal a Amadeo Carrizo. Así comenzó la historia de quien se convertiría en el máximo goleador en la historia del club, llegando a 106 conquistas en doce temporadas. Le tocó sufrir dos descensos a Segunda División y lograr dos retornos a la máxima categoría. Continuó su carrera en Defensores de Belgrano durante 1980.

## Clubes
| Club                   | País      | Año       |
| ---------------------- | --------- | --------- |
| Ferro Carril Oeste     | Argentina | 1967-1979 |
| Defensores de Belgrano | Argentina | 1980      |

## Palmarés
| Equipo             | País      | Título           | Año  |
| ------------------ | --------- | ---------------- | ---- |
| Ferro Carril Oeste | Argentina | Segunda División | 1970 |
| Ferro Carril Oeste | Argentina | Segunda División | 1978 |

### Distinciones individuales
| Equipo             | País      | Título                   | Goles |
| ------------------ | --------- | ------------------------ | ----- |
| Ferro Carril Oeste | Argentina | Máximo goleador del club | 106   |